# 蘇瓊
蘇 瓊（そ けい、生没年不詳）は、中国の南北朝時代の北朝の官僚。字は珍之。本貫は長楽郡武遂県。

## 人物と逸話
北魏の衛尉少卿の蘇備の子として生まれた。幼くして父に従い辺境にあった。東荊州刺史の曹芝と面会したとき、曹芝が戯れに「卿は官が欲しくはないか」と訊ねた。蘇瓊は「官を設けて人を求めるもので、人が官を求めるものではありません」と答えた。曹芝はその答えを珍しく思い、蘇瓊を府の長流参軍に任じた。
高澄が儀同として府を開くと、蘇瓊は召し出されて刑獄参軍となった。ときに并州に強盗の被害があった。長流参軍の張龍がこの事件の捜査にあたり、容疑者たちを逮捕して拷問し、その自白に基づいて家捜ししたが、盗品を取り返すことができなかった。高澄は蘇瓊に命じて改めて審問させることにした。蘇瓊は元景融ら十数人を推挙して糾明させると、真犯人を摘発し、盗品を発見することができた。高澄は大笑いし、誤って犯人として拘引されていた者たちに「おまえたちはもし我が好参軍に出会わなければ、幾人も無実の罪で死んでいたぞ」と語った。
蘇瓊は南清河郡太守に任じられた。郡では盗難が多発していたが、蘇瓊が赴任してくると、民衆や官吏たちは粛然として、盗難事件も跡を絶った。霊県の民の魏双成が牛を紛失し、同村の魏子賓が犯人と疑われて、郡までその身柄が送られてきた。蘇瓊がひととおり尋問すると、魏子賓が盗人ではないと知れたので、即座に釈放した。魏双成は「府君は賊を釈放なさいましたが、百姓めの牛はどこから得たらよいのでしょうか」と訴えた。蘇瓊は相手にせず、ひそかに霊県を訪れて、別の盗人を捕まえてきた。これ以後、家畜は囲い込まれなくなり、多くは放し飼いにされて、「府君に任せておけ」といわれるようになった。隣郡の富豪は財物を南清河郡の領内に置いて盗難を避けるようになった。盗賊に襲われ、富豪が「わたしの物はすでに蘇公に寄付した」と告げると、盗賊は去っていった。平原郡で劉黒狗らによる宗教反乱があり、広範な階層の人々が参加し、渤海沿岸の広域にその影響が及んでいた。ところが蘇瓊の統治する南清河郡の隣接する村には、劉黒狗らの仲間はみられなかった。蘇瓊は南清河郡で犯歴のある者100人あまりを側近に任用していた。かれらを耳目としていたため、人間の善悪や長吏が人と一杯の酒を飲んだことなど、蘇瓊の知らないことはなかった。
百姓の乙普明兄弟が田地を争い、対立は積年にわたって、お互いが100人からの後援者を引き連れて一触即発の状態にあった。蘇瓊は兄弟を召し出して、「天下に得がたき者は兄弟である。求める田地を交換しなさい。たとえ田地を得ても兄弟を失って、どうしようというのだ」と衆人の前で言ってかれらをさとした。蘇瓊が涙を流すと、証人たちも泣かない者はいなかった。乙普明兄弟は平伏して土地の交換を申し出た。兄弟は10年別居していたが、仲直りして同居するようになった。
北斉の天保年間、郡の境で洪水があり、被災して食糧供給を絶たれた人々が1000家あまりにおよんだ。蘇瓊は郡中の人々を粟家に集めて、自ら貸しつけ用の粟を飢えた人々に給付した。済州は徴税のときに貸しつけ用の粟のことを追求しようとした。郡の綱紀は「飢餓をあわれんだとはいえ、府君に罪のおよぶことを恐れます」と蘇瓊にいった。蘇瓊は「一身が罪を得たとしても、1000家族を生かしたなら、何を恨むことがあろうか」と答えた。蘇瓊が上表して事情を申し述べると、検断を免れた。
蘇瓊は南清河郡に在任すること6年、民衆に敬愛された。喪に遭って職を解かれたが、旧知からの贈り物は一切受け取らなかった。まもなく蘇瓊は司直・廷尉正として起用されたが、朝士はかれの物腰の低さを嘆いた。尚書の辛術は「すでに直かつ正となったので、名のとおりの礼儀をおこなっているのでしょう。考えていないことは説明しないものです」といった。
かつて蘇瓊が南清河郡太守に任じられたとき、裴献伯が済州刺史として法を濫用した残酷な統治をおこなった。房延祐が楽陵郡太守となり、済州に立ち寄った。裴献伯が他所での評判を訊ねると、房延祐は「太守の評判が良く、刺史の評判は良くありません」と答えた。裴献伯が「民の評判を得ている者が最も公平であるわけではない」というと、房延祐は「そのとおりであれば、蘇瓊は黄覇や龔遂のような罪人でしょうな」と答えた。
畢義雲が御史中丞となり、乱暴な糾弾をおこなったため、疑獄を審議する理官たちも忌みはばかって、その非違を指摘する者もなかった。蘇瓊は公平な刑事判断をおこない、多くの者の冤罪がそそがれた。蘇瓊は三公郎中に転じた。趙州および清河郡・南中府に謀反の罪で告発を受けた者たちがいた。前後してみな蘇瓊の調査を受け、その多くは冤罪をそそがれた。尚書の崔昂は「功名を立てたければ、さらに有罪の理屈を組み立ててやればよいものを、たびたび反逆の罪をそそいでやるとは、ご自身をどうして大切になさらないのかな」と蘇瓊にいった。蘇瓊が顔つきを改めて、「無実の罪をそそぐのは、反逆を放免することではない」と反論したので、崔昂は大いに恥じ入った。鄴の人々は「刑事裁判は蘇珍之に任せれば間違いない」と語った。
皇建年間、蘇瓊は安定県男の爵位を受け、徐州行台左丞・行徐州事となった。ときに徐州城中の五級寺で銅像100体が盗まれる被害があった。役人が周辺の防宿や痕跡を捜査し、容疑者数十人を逮捕連行した。しかし蘇瓊は容疑者を一挙に釈放してしまった。被害を受けた寺の僧が容疑者を自由にしたことを怨んで訴えると、蘇瓊は謝って、「あなたが寺に帰れば、仏像はおのずと送られてきますから」といった。それから10日後、犯人の姓名と盗品の隠し場所は発覚し、一網打尽にされた。犯人たちが罪を認めたことに、僧俗の人々は感心しきりであった。
旧制では淮水をまたいだ商売は禁止されていた。ある年に淮南地方が不作であったため、淮北地方の米を買いつける許可が出された。後に淮北で飢饉があったため、蘇瓊は淮南の米を買いつける許可を求め、商人を往復できるようにした。淮北と淮南の人々はお互いに淮水を渡れるようになり、水陸の交通の利便は黄河の北の地方にも及ぶようになった。
後に大理卿となった。北斉が滅亡すると、北周に仕えて博陵郡太守となった。隋の開皇初年に死去した。

## 伝記資料
- 『北斉書』巻46 列伝第38
- 『北史』巻86 列伝第74